# Jirga

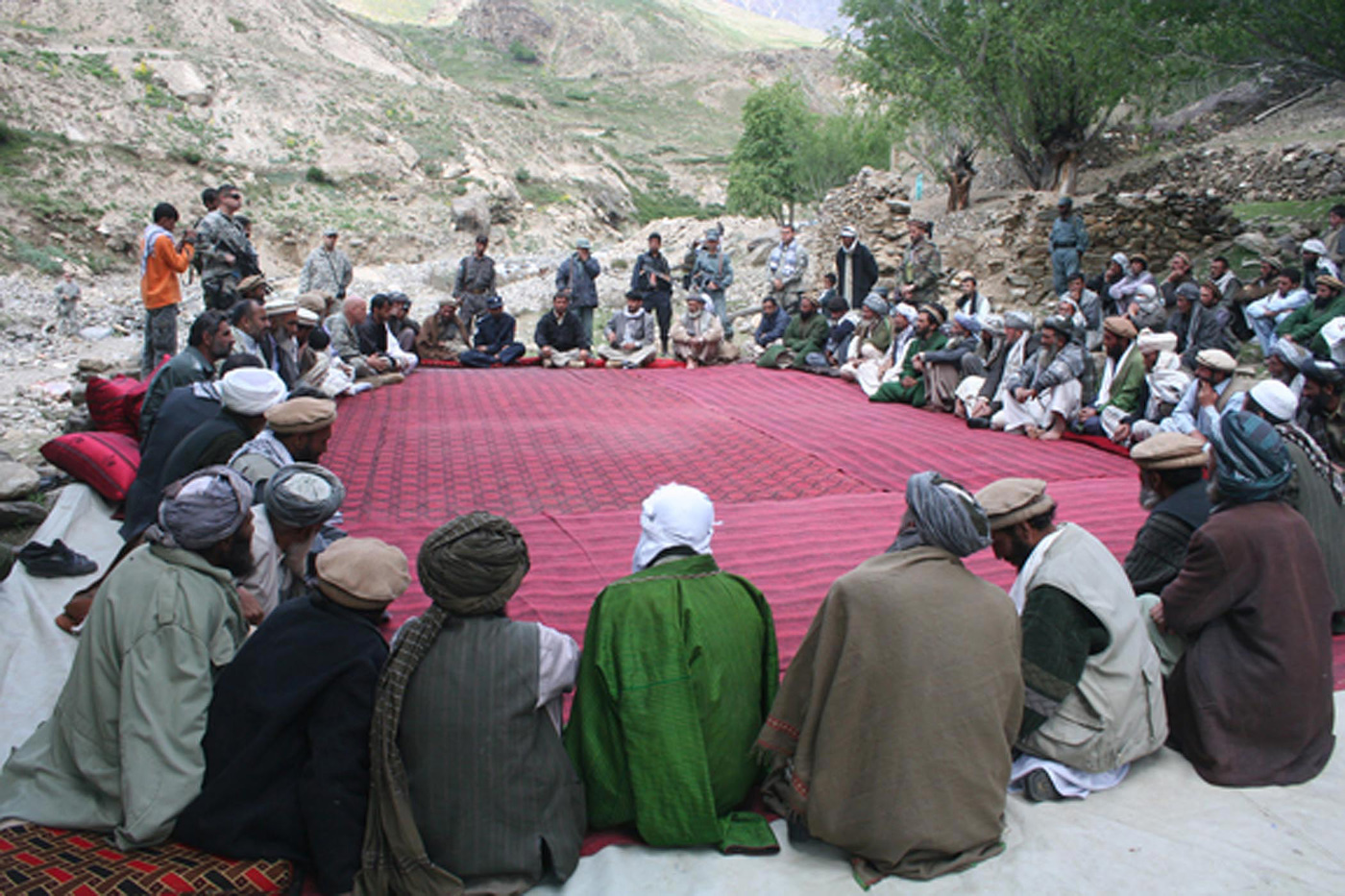
Una jirga a la província de Pandjchir (Afganistan)

Una jirga (paixtu: جرګه), de vegades jarga o jargah, és una assemblea tradicional de caps tribals o membres influents de les comunitats locals que prenen decisions per consens i d'acord amb els ensenyaments del Paixtuwali, codi ètic no escrit que practica el poble paixtu, que té com a propòsit principal prevenir guerres tribals. És anterior a les lleis contemporànies escrites i es realitza per resoldre disputes entre els paixtus i, en grau més baix, entre altres grups com els afganesos. La majoria de les jirgues se celebren a l'Afganistan però també entre les tribus paixtus del Pakistan, especialment en les Àrees Tribals Administrades Federalment (FATA) i el Khyber Pakhtunkhwa. El 2017, el govern pakistanès va intentar integrar les jirgues en el sistema judicial formal.